# Feng
feng是一家位于日本千叶县市川市有限公司的成人遊戲品牌。名字來源於中文字「風」的拼音。2019年5月停止業務，同年9月30日向當地法院申請破產。

## 作品列表
- 2002年7月26日 - knot 〜〜
- 2003年11月7日 - White Princess
- 2005年3月4日 - 魔法少女Twin☆kle（日语：魔法少女Twin☆kle）
- 2006年4月21日 - 望见青空之丘（青空の見える丘）
- 2007年7月27日 - 染红的街道（あかね色に染まる坂）
- 2010年10月15日 - 架向星空之桥（星空へ架かる橋）
- 2012年4月27日 - 架向星空之桥AA（星空へ架かる橋AA）
- 2013年10月25日 - ちいさな彼女の小夜曲（日语：ちいさな彼女の小夜曲）
- 2014年12月19日 - 彼女のセイイキ
- 2015年8月28日 - 妹のセイイキ（日语：妹のセイイキ）
- 2016年11月25日 -
- 2018年3月30日 -
- 2019年2月22日 - 由夢想與色彩組成的

## 主要人员
代表
- 上様

原画
- 涼香
- 和泉つばす
- なちゅらるとん（日语：なちゅらるとん）
- あおいまなぶ
- 淺葉ゆう
- karory
- 鶴崎貴大

## 外部連結
- feng（页面存档备份，存于）（日語）
- feng的X（前Twitter）（日語）